# Władcy Oldenburga
Hrabiowie, książęta wielcy książęta Oldenburga z dynastii Oldenburgów.

## Hrabiowie Oldenburga
- XI/XII w. Eigilmar I
- do 1142 Eigilmar II
- 1142-1167 Chrystian I (hrabia)
- 1167-1180 Jan I
- 1180-1217 Maurycy I
- 1217-1234 Chrystian II
- 1217-1252 Otton I
- 1234-1266 Jan I
- 1266-1285 Chrystian III
- 1285-1305 Jan II
- 1305-1316 Chrystian IV
- 1316-1344 Jan III
- 1344-1350 Konrad I
- 1350-1401 Konrad II
- 1350-1368 Gerhard V
- 1350-1399 Chrystian VII
- 1401-1420 Maurycy IV
- 1399-1440 Dytryk Szczęśliwy
- 1440-1454 Chrystian VII (król Danii jako Christian I, książę Szlezwika i Holsztyna)
- 1440-1500 Gerard VI (brat)
- 1500-1526 Jan XIV
- 1526-1529 Jan XV
- 1526-1573 Antoni I
- 1573-1603 Jan XVI
- 1603-1667 Antoni Gunther

unia hrabstwa z Danią 1667-1773
- 1667–1670 Fryderyk I (król Danii jako Fryderyk II)
- 1670-1699 Chrystian VIII (król Danii jako Chrystian V, unia z Danią 1667-1773)
- 1699–1730 Fryderyk II (król Danii jako Fryderyk IV)
- 1730–1746 Chrystian IX (król Danii jako Chrystian VI)
- 1746–1766 Fryderyk III (król Danii jako Fryderyk V)
- 1766–1773 Chrystian X (król Danii jako Chrystian VII)

od 1773 księstwo przejmuję linia Holstein-Gottorp rodu
- 1773 Paweł I (później cesarz Rosji, przekazał tron bocznej linii rodu)
- 1773-1777 Fryderyk August (książę od 1777 – patrz niżej)

## Książęta Oldenburga (1777-1829)
Dynastia Holstein-Gottorp
- 1777–1785 Fryderyk August I (potomek Fryderyka I króla Danii, książę od 1777)
- 1785–1810 Piotr Fryderyk Wilhelm (syn, usunięty)

1810–1813 do Francji
- 1813–1823 Piotr Fryderyk Wilhelm (ponownie, w 1815 roku otrzymał od kongresu wiedeńskiego tytuł wielkiego księcia, zaniechał jednak jego używania)
- 1823–1829 Piotr Fryderyk Ludwik (bratanek Fryderyka Augusta I, regent 1785–1823)

## Wielcy Książęta Oldenburga(1829-1918)
- 1829–1853 Paweł Fryderyk August (syn wielki książę od 1829)
- 1853–1900 Mikołaj Fryderyk Piotr (syn)
- 1900–1918 Fryderyk August II (syn, usunięty, zm. 1931)

od 1918 republika

## Literatura
- Słownik Dynastii Europy, p. red. J. Dobosza i M. Serwańskiego, Poznań 1999